# Amphiesmoides ornaticeps
Amphiesmoides ornaticeps là một loài rắn trong họ Colubridae. Loài này được Werner mô tả khoa học đầu tiên năm 1924.